# Mladen Krstajić
Mladen Krstajić (Zenica, Iugoslàvia, actualment Bòsnia i Hercegovina, 4 de març de 1974), és un exfutbolista que jugava de defensa i que actualment és entrenador de la selecció de futbol de Sèrbia.

## Internacional
Ha jugat amb la selecció de futbol de Sèrbia 59 partits internacionals i ha marcat 2 gols.

## Participacions en Copes del Món
| Mundial                        | Seu      | Resultat     |
| ------------------------------ | -------- | ------------ |
| Copa del Món de Futbol de 2006 | Alemanya | Primera fase |

## Clubs
| Club             | País     | Any       |
| ---------------- | -------- | --------- |
| FK Senta         | Sèrbia   | 1992-1993 |
| OFK Kikinda      | Sèrbia   | 1993-1996 |
| FK Partizan      | Sèrbia   | 1996-2000 |
| SV Werder Bremen | Alemanya | 2000-2004 |
| FC Schalke 04    | Alemanya | 2004-2009 |
| FK Partizan      | Sèrbia   | 2009-2011 |

## Palmarès

### Campionats nacionals
| Títol               | Club             | País     | Any  |
| ------------------- | ---------------- | -------- | ---- |
| Meridian Superlliga | FK Partizan      | Sèrbia   | 1996 |
| Meridian Superlliga | FK Partizan      | Sèrbia   | 1997 |
| Meridian Superlliga | FK Partizan      | Sèrbia   | 1999 |
| 1.Bundesliga        | SV Werder Bremen | Alemanya | 2004 |
| DBF Pokal           | SV Werder Bremen | Alemanya | 2004 |
| DFL Ligapokal       | SV Werder Bremen | Alemanya | 2005 |